# Великая (Устьянский район)
Великая — деревня в Устьянском районе Архангельской области.

## География
Находится в южной части Архангельской области на расстоянии приблизительно 81 км на восток-северо-восток по прямой от административного центра района поселка Октябрьский на левом берегу речки Мехреньга неподалёку от её устья.

## История
Деревня была отмечена только уже в 1939 году в составе Дмитриевского сельсовета Черевковского района. До 2022 года входила в Дмитриевское сельское поселение до его упразднения.

## Население
Численность населения: 41 человек (русские 100 %) в 2002 году, 33 в 2010.